# Canal+ Multimedia
Canal+ Multimedia a été initialement créé comme une filiale de Canal+ en mars 1995[Où ?] par Alain Le Diberder, destinée à la publication de matériaux multimédia, notamment des jeux vidéo de sport ou historiques. Elle est depuis devenue une coentreprise entre Vivendi Universal et Infogrames.
Après avoir publié les jeux de société tiers, Canal + Multimedia a développé plusieurs jeux. Le premier, Le Deuxième Monde (1997), est une communauté virtuelle basée sur une reproduction de Paris.

## Jeux
- Les Guignols de l'info… le jeu ! (1995)
- Le Cauchemar de PPD (1996)
- Le Deuxième Monde (1997)
- Versailles 1685 : Complot à la Cour du Roi Soleil (1997)
- Égypte : 1156 av. J.-C. - L'Énigme de la tombe royale (1998)
- Prost Grand Prix (1998)
- Rushdown (1999)
- Canal+ Classic Billard (1999)
- Dracula : Résurrection (1999)
- Paris 1313 (1999)
- Dracula 2 : Le Dernier Sanctuaire (2000)
- Louvre : L'Ultime malédiction (2000)
- Les Cochons de guerre (2000)
- Égypte II : La Prophétie d'Héliopolis (2000)
- Canal+ Premier Manager (2001)